# Тринадцатый рейс
«13 рейс» — советский сатирический рисованный мультфильм о суевериях. Экранизация сказки Сергея Михалкова «Суеверный Трусохвостик», созданная режиссёром Иваном Аксенчуком в 1960 году.
В картине животные по традиции высмеивали человеческие пороки.

## Сюжет
Заяц Трусохвостик верит в плохие приметы и боится неприятностей. Проснувшись в понедельник, тринадцатого числа, он разбивает вдребезги зеркало и получает телеграмму о том, что срочно должен лететь в другой город на самолёте. На аэродроме он встречает чёрного кота. Бортовой номер его самолёта — 13-13, в полёте каркает и садится на крыло ворона. В ужасе, заяц выпивает целую бутылку снотворного и быстро засыпает…
Во сне страшные предчувствия Трусохвостика сбываются: заглянув в кабину, он видит, что пилот-медведь впал в спячку и управлять самолётом некому. Не поддавшись панике, заяц храбро занимает его место и спасает самолёт и пассажиров от неминуемой гибели…
Когда заспавшегося пассажира будит пилот, Трусохвостик понимает, что самолёт благополучно приземлился в 13:00, его подвиг — только сон, а верить в приметы — глупо.

## Создатели
- Сценарий — Сергея Михалкова
- Художник-постановщик — Витольд Бордзиловский
- Композитор — Мераб Парцхаладзе
- Оператор — Михаил Друян
- Звукооператор — Георгий Мартынюк
- Ассистент режиссёра — Лидия Ковалевская
- Ассистент художника — Ольга Меньчукова
- Ассистент по монтажу — Любовь Кукина
- Художники-мультипликаторы: Елизавета Комова, Игорь Подгорский, Владимир Балашов, Владимир Зарубин, Татьяна Фёдорова
- Художник-декоратор — Ирина Светлица
- Редактор — Борис Воронов
- Режиссёр — Иван Аксенчук

## Роли озвучивали
- Георгий Вицин — заяц Трусохвостик
- Григорий Шпигель — свинья
- Георгий Милляр — дятел-диспетчер
- Юрий Хржановский — мопс
- Эммануил Каминка — от автора

## Видео
В середине 1990-х мультфильм вошёл в сборник лучших советских мультфильмов Studio PRO Video на видеокассетах.

## Отзывы
В творчестве Аксенчука можно выделить три жанровых «струи»… Второе направление — сатира. Жанр, важнейший для мультипликации 1960-х годов. Аксенчук пробовал этот материал ещё в 1950-е. «На лесной эстраде», «13 рейс», «Ваше здоровье», «Рай в шалаше», «Жили-были дед и баба»… Во многих сказочных или плакатных картинах Аксенчука присутствует сатирический элемент (вспомните хотя бы пролог к «Русалочке»). И, конечно, в этом же списке — сюжеты для киножурнала «Фитиль».
— Георгий Бородин. «К 90-летию Ивана Аксенчука»